# Les Confessions de Jeanne de Valois
Les Confessions de Jeanne de Valois est le douzième roman de la femme de lettres canadienne Antonine Maillet. Publié en 1992, c'est un roman sur une année de la vie de Jeanne de Valois (1899-1995), une religieuse fondatrice du Collège Notre-Dame d'Acadie fréquenté par l'auteure durant sa jeunesse.